# Leucospis femoricincta
Leucospis femoricincta  (лат.) — вид паразитических наездников рода Leucospis из семейства Leucospidae (Chalcidoidea, отряд Перепончатокрылые насекомые).

## Распространение
Вьетнам, Китай (Guangdong, Macao).

## Описание
Относительно крупные хальцидоидные наездники, длина 8—13 мм. Голова, грудь и брюшко грубо и плотно пунктированы. Основная окраска чёрная, с несколькими яркими жёлтыми отметинами на скапусе усика, груди, ногах и брюшке.  Крылья темно-коричневые. 
Пронотум с отчётливыми дискальным и премаргинальным килями. 
Задние ноги с утолщенными и сильно изогнутыми бедрами и голенями. Усики 13-члениковые. Нижнечелюстные щупики 4-члениковые, нижнегубные щупики состоят из 3 сегментов.

## Биология
Отмечены в августе. Предположительно, как и другие виды своего рода, эктопаразитоиды пчелиных Apoidea.

## Систематика
Включён в состав видовой группы Leucospis elegans. Впервые описан в 1974 году британским гименоптерологом чешского происхождения Зденеком Боучеком (Zdenĕk Bouček, 1924-2011), а его валидный статус подтверждён в 2017 году китайскими энтомологами. 